# Наклеп (металознавство)
Деформаці́йне змі́цнення або накле́п — зміцнення металів і сплавів внаслідок зміни їх структури і фазового складу в процесі пластичної деформації при температурі нижче температури рекристалізації.
За ДСТУ 2494-94: Деформаційне зміцнення — зміцнення шляхом пластичної деформації в умовах часткового або повного стримування рекристалізації.
За ДСТУ 2825-94: Деформаційне зміцнення — збільшення опору матеріалу деформуванню та руйнуванню, пов'язане зі зростанням пластичних деформацій.

## Природа наклепу
Зумовлюється дією зовнішніх деформуючих сил або (рідше) фазовими переходами.
Деформаційний наклеп є результатом дії зовнішніх деформаційних сил. Кристалічна структура пластично деформованого металу характеризується не тільки деформуванням кристалічної ґратки, але і певним орієнтуванням зерен — текстурою. Безладно орієнтовані кристали під дією деформації повертаються осями найбільшої міцності уздовж напрямку деформації.
При фазовому наклепі джерелом деформацій служать фазові перетворення, в результаті яких утворюються нові фази з відмінним від вихідної (-их) питомими об'ємами.
Наклеп — структурно нестійкий стан металу. Тому в ньому самочинно проходять процеси переходу до більш рівноважного стану, причому збільшення температури прискорює цей процес. Процеси переходу з деформованого в рівноважний стан ідуть двома стадіями. При відносно низьких температурах (нижчих за 0,3Тпл) проходить повернення, або відпочинок. При цьому відбувається часткова зміна властивостей (невелике зниження міцності і підвищення пластичності) без зміни мікроструктури, тобто форма і розмір зерен не змінюються. Ці зміни пояснюються зменшенням густини точкових дефектів і анігіляцією частини дислокацій, а далі — перерозподілом дислокацій та полігонізацією. При досягненні певної температури проходить процес рекристалізації — утворення нових рівноважних зерен і повне зняття наклепу.

## Використання наклепу
Наклеп спостерігається після обробки заготовок різанням, обкочування циліндричних поверхонь роликами, дробоструминної обробки фасонних поверхонь, волочіння вальцювання та інших методів оброблення металу тиском.
Внаслідок наклепу збільшується границя текучості, твердість і міцність металу. Водночас він стає крихким, знижується його пластичність, у магнітно-м'яких металів погіршуються магнітні властивості. В техніці наклеп використовують для поверхневого зміцнення металів. Властивості наклепаного металу поліпшують термообробленням.